# Produkt reakcji
Produkt reakcji – cząsteczka związku chemicznego lub inne indywiduum chemiczne (np. jon) powstałe w wyniku reakcji chemicznej. Często jest to pojęcie umowne, gdy produkty i substraty reakcji są w stanie równowagi chemicznej. W skali mikroskopowej reakcja biegnie wówczas w obie strony z jednakową szybkością.